# Aleksi Heponiemi
Aleksi Heponiemi (Tampere, Finlandia, 9 de enero de 1999) es un jugador profesional finlandés de hockey sobre hielo que se desempeña en la posición de centro en Florida Panthers, equipo de la National Hockey League (NHL).

## Carrera
Fue seleccionado en la segunda ronda en la NHL Entry Draft de 2017. En 2020 hizo su debut profesional con el equipo Florida Panthers, donde lleva jugando tres temporadas.